# Магребски арабски език
Магребският арабски език (на арабски: دارجة مغربية), или дарижа (на арабски: الدارجة), е семитски език от афро-азиатското езиково семейство. Говорещите магребски го наричат дарижа, което означава диалект в съвременния арабски език.
Този термин обозначава разновидностите на арабския език, на които говорят в района на Магреб – Алжир, Либия, Мароко, Тунис, Мавритания и Западна Сахара, както и повлияните Малта и Гибралтар.
По време на френското владичество в Алжир е изучаван в качеството на разговорен като отделен предмет, имало е няколко учебни пособия.
Използва се главно като разговорен език, почти за всички средства за устно общуване, както и за телевизионни драми и рекламни табла в Мароко и Тунис. За писмено общуване, както и за новини по медиите, се ползва съвременният стандартен арабски език (الفصحى (al-)fuṣ-ḥā) или френски.

## Разновидности
- Разновидности на арабския език
- койне:
  - алжирски
  - марокански
  - тунизийски
  - либийски
- бану-хилал:
  - джебли
  - джиджел
  - сицилианско-арабски (изчезнал)
    - малтийски език
- бедуински:
  - хасания
  - сахарски